# Amylase
L'amylase (EC 3.2.1.1) est une enzyme digestive classée comme saccharidase, un groupe d'enzymes qui coupent les polysaccharides. C'est surtout un constituant du suc pancréatique et de la salive, requis pour le catabolisme des glucides à longue chaîne (comme l'amidon) en unités plus petites. L'amylase est également synthétisée dans de nombreuses espèces de fruits pendant leur maturation, ce qui les rend plus sucrés, et aussi durant la germination des graines de céréales. Elle joue un rôle essentiel dans l'amylolyse (hydrolyse) de l'amidon de malt d'orge, processus nécessaire à la fabrication de la bière, ainsi que dans l'hydrolyse du glycogène, permettant sa transformation en glucose. 

Vendu comme médicament (sous le nom de Maxilase ou autre) l'« alpha-amylase » a été ajoutée, avec 11 autres en 2020, à la liste noire des médicaments publiée annuellement par la revue médicale Prescrire, aux effets indésirables disproportionnés par rapport à leur faible efficacité.

## Types
Il y a deux iso-enzymes de l'amylase : l'amylase pancréatique et l'amylase salivaire. Elles se comportent différemment au focusing isoélectrique, et peuvent être séparées en testant par les anticorps monoclonaux spécifiques.
La ptyaline ou amylase salivaire est une substance qui existe dans la salive.

## Fonction
L'α-amylase brise les liaisons glycosidiques de type α(1-4) à l'intérieur des chaînes de l'amylose et de l'amylopectine. L'amylose est converti en molécules de maltotriose et maltose, alors que l'amylopectine donne des molécules de maltose, glucose et dextrine. 
Elle ne peut attaquer que les amidons hydratés et cuits. Elle possède un site de liaison à l'émail donc participe à l'élaboration de la pellicule acquise exogène, et se lie avec affinité au Streptococcus viridans (en) ce qui conduit à sa clairance ou à son adhésion selon que l'amylase est en solution ou adsorbée à la surface dentaire.
L'amylase liée à une bactérie conserve environ 50 % de son activité enzymatique. La bactérie liée à l'amylase peut donc fermenter le glucose que celle-ci produit en acide organique.
L'amylase salivaire semble être produite en plus forte concentration chez des individus en manque de sommeil, mais n'est pour autant pas directement liée à la régulation du sommeil.

## Génétique
Chez l'Homme, toutes les iso-amylases sont liées au chromosome 1q21.
L'enzyme peut être détectée en la mélangeant à son substrat pour obtenir un ou plusieurs produits. Dans ce cas, cette enzyme possède un substrat qui est l'amidon. Ces produits seront le maltose, sucre (diholoside) réducteur qui pourra être détecté grâce à la liqueur de Fehling en formant un précipité rouge brique, à chaud (80 à 90 °C) et à pH neutre.

## Interprétation
Des niveaux plasmatiques élevés chez l'homme sont retrouvés dans : 
- traumatisme salivaire (y compris l'intubation anesthésique) ;
- oreillons — en raison d'une inflammation de la glande salivaires ;
- pancréatite — en raison de dommages aux cellules qui produisent de l'amylase ;
- insuffisance rénale — en raison d'une excrétion réduite.

Les résultats d'amylase totales supérieures à 10 fois la limite supérieure de la normale (LSN) suggèrent une pancréatite. 5 à 10 fois la LSN peut indiquer une maladie iléon ou duodénum ou une insuffisance rénale, et des élévations plus faibles sont généralement observées dans les maladies des glandes salivaires.

## Historique
La première amylase (et la première enzyme) connue fut l'α-amylase (alpha-amylase) ou diastase (du malt), découverte en 1833 par Anselme Payen et Jean-François Persoz.